# Officine Grandi Riparazioni (Турин)
Павильон «Officine Grandi Riparazioni» в Турине (итал. Officina Grandi Riparazioni di Torino, OGR Torino) — художественная галерея в итальянском городе Турин (область Пьемонт), основанная в 2013 году; был частично открыт в сентябре 2017 и окончательно открылся летом 2019 года; разместился в промышленном комплексе, построенном в конце XIX века в центре города как мастерская для технического обслуживания железнодорожного транспорта; промышленная деятельность завершилась в начале 1990-х годов; проводит временные выставки и иные культурные мероприятия, связанные с изобразительным и исполнительским искусством, музыкой и образованием.

## История и описание
В прошлом помещения центра «Officine Grandi Riparazioni» (OGR) были объектами для технического обслуживания железнодорожных транспортных средств — в первую очередь, для поездов итальянской сети «Società per le strade ferrate dell’Alta Italia» (SFAI) и, затем, для государственных железных дорог Италии (Ferrovie dello Stato Italiane). В начале XX века цеха получили название «Officine Nuove» — чтобы отличать их от существовавшей станции «Porta Nuova»; в то время в них проводился капитальный ремонт паровозов и трехфазных электровозов переменного тока. После Второй мировой войны они использовались для обслуживания железнодорожных вагонов.
После закрытия производства, которое произошло в начале 1990-х годов, деградация комплекса зданий поставил вопрос об их сносе. Часть комплекса, которая первоначально называлась «Павильон „ad H“», стала называться залом OGR и использоваться для размещения выставок; первые мероприятия прошли здесь в рамках празднования 150-летия объединения Италии. Комплекс был полностью открыт летом 2019 года.
В 2015 году центр «Officine Grandi Riparazioni» выиграл приз «Urban Planning Award» в категории «общественное пространство» — открытие первой части состоялась 30 сентября 2017 года. В том же году центр, с общей площадью около 20 000 квадратных метров и высотой в 16 метров, посетили 100 тысяч человек. В проект было инвестировано 100 миллионов евро от специального фонда CRT.